# Filippo Spinola
Filippo Spinola (né à Gênes, Italie, le 1er décembre 1535 et mort à Rome le 20 août 1593) est un cardinal italien du XVIe siècle.
Il appartient à la quatrième branche de la famille Spinola di Luccoli. Les autres cardinaux de la famille Spinola sont Agostino Spinola (1527), Orazio Spinola (1606), Agustín Spínola (1621),  Giandomenico Spinola (1626), Giulio Spinola (1666), Giambattista Spinola, seniore (1681), Giambattista Spinola, iuniore (1695), Niccolò Spinola (1715), Giorgio Spinola (1719), Giovanni Battista Spinola (1733), Girolamo Spinola (1759) et Ugo Pietro Spinola (1831).

## Repères biographiques
Filippo Spinola est référendaire au tribunal suprême de la Signature apostolique. En 1566 il est élu évêque de Bisignano et en 1569 il est transféré à Nola. 
Le pape Grégoire XIII le crée cardinal lors du consistoire du 12 décembre 1583. Le cardinal Spinola est nommé administrateur apostolique du diocèse de Sora en 1585. Il est légat apostolique à Pérouse, en Ombrie et dans le duché de Spolète. Il est nommé préfet de la Congrégation des réguliers et des galères pontificales.